# Argina argus
Argina argus är en fjärilsart som beskrevs av Vincenz Kollar 1844. Argina argus ingår i släktet Argina och familjen björnspinnare. Inga underarter finns listade i Catalogue of Life.